# Canadian Baseball League
La Canadian Baseball League fu una lega minore indipendente di baseball che operò nel 2003. Il commissario era Ferguson Jenkins, Hall of Famer della Major League Baseball e membro del Canadian Baseball Hall of Fame. La lega ebbe tra i protagonisti giocatori come Francisco Cabrera, Floyd Youmans, Rich Butler e Steve Sinclair.
La lega aveva sede a Vancouver e il trofeo assegnato al vincitore era la Jenkins Cup.
La CBL fu il frutto della mente di Tony Riviera, un ex scout della MLB e poi uomo immagine della CBL stessa. Fu seguito dall'ex sviluppatore di prodotti Microsoft, Charlton Lui, e poi dall'ex presidente di Yahoo!, nonché azionista dei San Francisco Giants, Jeff Mallett. Ferguson Jenkins fu quindi coinvolto come Commissioner.
L'idea di Riviera aveva molti obiettivi, e si guadagnò molta attenzione facendo grandi promesse. Riviera affermò che la CBL era di qualità "AAA", Si disse che avesse approcciato Winnipeg Goldeyes per strapparli alle leghe, e persino nominato Pete Rose per il Canadian Baseball Hall of Fame.
Inizialmente i grandi progetti parvero possibili. La lega annunciò un accordo con il canale sportivo The Score, mentre 5100 spettatori assistettero al match inaugurale a London (Canada).
Comunque, nonostante le promesse iniziali, la lega non riuscì a raggiungere l'obiettivo di 2000 spettatori a partita. Solo due società superarono i 1000 di media: Victoria a 1700 e Calgary a 1000. Quattro non raggiunsero i 300 di media: Kelowna (271), Saskatoon (256), Welland (181) e Trois-Rivieres (163). Il contratto tv fu cancellato dopo sole sei settimane dopo che la CBL non riuscì a trovare abbastanza sponsor da coprire i costi di produzione.
La squadra di Montréal non giocò mai nella propria città per mancanza di campi.
Il colpo di grazia fu l'All-star game, disputato a Calgary. Incapace di assorbire ulteriori perdite, la lega sospese le operazioni. Una folla di oltre 5700 persone vide la partita finale terminare in pari. Pur avendo perso 4 milioni $ nella CBL, Mallett inizialmente promise di avviare la stagione 2004. Infine ciò che restava della lega fu venduto all'asta il 1º dicembre 2003 a Vancouver e la lega cessò di esistere.

## Squadre
I Calgary Outlaws furono proclamati vincitori della Jenkins Cup avendo il record migliore al momento del fallimento dell'associazione.
West Division
- Calgary Outlaws (24-13)
- Saskatoon Legends (22-15)
- Kelowna Heat (18-19)
- Victoria Capitals (13-22)

East Division
- London Monarchs (20-13)
- Niagara Stars (15-15)
- Trois-Rivières Saints (14-17)
- Montreal Royales (10-22